# Magnus Jonsson (Biathlet)
Kjell Magnus Jonsson (* 4. April 1982 in Sollefteå) ist ein ehemaliger schwedischer Biathlet der an den Olympischen Winterspielen 2010 in Vancouver teilnahm.
Magnus Jonsson ist Student und lebt in Sollefteå. Der Sportler von Jämtland Biathlon betreibt seit dem Jahr 2002 Biathlon. Trainiert wurde er von Staffan Eklund und früher auch von Wolfgang Pichler. Dem schwedischen Nationalkader im Biathlon gehörte er sei dem Jahr 2005 an. Seine internationale Karriere im Biathlon beendete er nach dem Ende der Saison 2013/14.

## Karriere

### Nationale Meisterschaften
Bei den schwedischen Biathlonmeisterschaften im Jahr 2008 wurde Magnus Jonsson am 28. März 2008 in Boden schwedischer Meister im Einzelrennen. Insgesamt nahmen 13 Teilnehmer am Wettkampf teil und Jonsson konnte sich mit lediglich zwei Schiessfehlern den Sieg und die schwedische Meisterschaft sichern vor Jakob Börjesson und Jörgen Brink auf den Plätzen zwei und drei.

### Junioren-Weltmeisterschaften
Im Jahr 2002 trat Jonsson bei den Biathlon-Juniorenweltmeisterschaften 2002 in Ridnaun und im Jahr darauf bei den Biathlon-Juniorenweltmeisterschaften 2003 in Kościelisko und belegte im Einzelrennen den 68. Platz, im Sprint den 53. Platz und in der Verfolgung den 52. Platz.

### Biathlon-Weltcup
Sein Debüt im Biathlon-Weltcup feierte er 2005 in Östersund im Sprint auf dem 96. Platz mit insgesamt zwei Schießfehlern. In den weiteren Veranstaltungen der Saison 2005/06 konnte er sich jeweils nicht unter den besten 50 Teilnehmern platzieren.
Ab der folgenden Saison 2006/07 konnte er sich kontinuierlich verbessern und in Antholz im Rahmen der Biathlon-Weltmeisterschaften 2007 als 30. der Verfolgung erstmals in die Weltcuppunkteränge laufen. Seine besten Resultate erreichte er in der Saison 2008/09 im Staffelrennen mit dem 2. Platz in Hochfilzen, in der der Saison 2009/10 mit dem 10. Platz im Verfolgungsrennen in Kontiolahti, in der Saison 2011/12 im Sprint mit dem 12. Platz und der Verfolgung mit dem 14. Platz jeweils in Nové Město na Moravě.

### Biathlon-Weltmeisterschaften
Jonsson nahm an den Biathlon-Weltmeisterschaften 2007 in Antholz, den Biathlon-Weltmeisterschaften 2008 in Östersund, den Biathlon-Weltmeisterschaften 2009 in Pyeongchang, den Biathlon-Weltmeisterschaften 2011 in Chanty-Mansijsk und den Biathlon-Weltmeisterschaften 2012 in Ruhpolding teil. Seine besten Resultate erreichte er im Jahr 2009 in der Verfolgung mit dem 15. Platz und den beiden Teilnahmen an den Staffelrennen in den Jahren 2009 und 2010 mit den Plätzen neun und vier.

### Olympische Winterspiele
Magnus Jonsson gehörte zum schwedischen Aufgebot bei den Olympischen Winterspielen 2010 im Biathlon. Den olympischen Wettkampf im Sprint absolvierte er zusammen mit seinen Landsmännern Björn Ferry, Fredrik Lindström und Carl Johan Bergman. Das Rennen begann um 11:15 Uhr am 14. Februar 2010 im Whistler Olympic Park und Jonsson erreichte am Ende des Wettkampfes den 79. Platz von 88 gestarteten Läufern mit einer Gesamtzeit von 28:29,20 min bei drei Schiessfehlern.

## Biathlon-Weltcup-Platzierungen
Die Tabelle zeigt alle Platzierungen (je nach Austragungsjahr einschließlich Olympische Spiele und Weltmeisterschaften).
- 1.–3. Platz: Anzahl der Podiumsplatzierungen
- Top 10: Anzahl der Platzierungen unter den ersten zehn (einschließlich Podium)
- Punkteränge: Anzahl der Platzierungen innerhalb der Punkteränge (einschließlich Podium und Top 10)
- Starts: Anzahl gelaufener Rennen in der jeweiligen Disziplin
- Staffel: inklusive Mixed- und Single-Mixed-Staffeln

| Platzierung                                   | Einzel | Sprint | Verfolgung | Massenstart | Staffel | Gesamt |
| --------------------------------------------- | ------ | ------ | ---------- | ----------- | ------- | ------ |
| 1. Platz                                      |        |        |            |             |         |        |
| 2. Platz                                      |        |        |            |             | 1       | 1      |
| 3. Platz                                      |        |        |            |             |         |        |
| Top 10                                        |        |        | 1          |             | 12      | 13     |
| Punkteränge                                   |        | 9      | 4          | 1           | 13      | 27     |
| Starts                                        | 25     | 64     | 27         | 1           | 13      | 130    |
| Stand: Karriereende nach der Saison 2013/2014 |        |        |            |             |         |        |